# Koroška statistična regija
Koroška statistična regija je ena od dvanajstih statističnih regij Slovenije. Njene meje niso v skladu z mejami nekdanje dežele Koroške. Gospodarsko središče regije so Ravne na Koroškem, status regionalnega središča pa si delita s Slovenj Gradcem, ki je tudi sedež edine mestne občine v tej regiji in nosilec avtomobilske oznake SG. 

## Koroška statistična regija
Statistična regija leži na severu države, ob avstrijski meji; njeno zemljepisno podobo ustvarjajo gozdnati hribi in gore in sicer Pohorje, Karavanke, Kamniško-Savinjske Alpe ter tri rečne doline: Dravska, Mežiška in Mislinjska dolina. Prometno je težko dostopna in slabo povezana s središčem države. Težka industrija je v preteklosti močno zaznamovala kakovost okolja, zlasti v Mežiški dolini, ki je gospodarsko najbolj razvita. Regijske institucije so porazdeljene med t. i. somestje Ravne-Slovenj Gradec-Dravograd. Ta tri mesta so tudi gospodarsko središče regije, gospodarsko je pomembna tudi Črna na Koroškem. Največja koncentracija prebivalstva v regiji pa je na območju Raven na Koroškem, ki se že stikajo s sosednjimi Prevaljami. Gospodarsko pomembno je tudi kmetijstvo.  
Obsega 5,1 % površine Slovenije
Koroška statistična regija je po površini in številu prebivalcev tretja najmanjša v Sloveniji. Obsega 1.041 km2. V 2023 je na tej površini živelo približno 71.000 prebivalcev ali 3,3 % vseh v Sloveniji. Na km2 je živelo 68 prebivalcev, kar jo je uvrstilo med najredkeje poseljene regije.
Prebivalstvo
Prebivalci te regije so bili na sredini leta 2023 v povprečju stari 45,1 leta, kar je bilo leto dni več od povprečja v Sloveniji. Delež prebivalcev, starih 65 let ali več, je bil četrti najvišji med regijami (23,2 %), delež mlajših od 15 let pa pod povprečjem (14,4 %). Delež tujih državljanov med prebivalci je bil drugi najmanjši (6,7 %), nižji je bil le v pomurski regiji (3,2 %).
Naravni prirast z –4,2 na 1.000 prebivalcev in skupni selitveni prirast z 1,0 na 1.000 prebivalcev sta dosegala drugi najnižji vrednosti na ravni regij.
Delež prebivalcev (25–64 let) s srednješolsko izobrazbo je bil tukaj najvišji (60,3 %), z višje- ali visokošolsko izobrazbo pa je bil drugi najnižji ter enak kot v zasavski (27,8 %).
Delež novorojenih otrok, katerih matere oz. starši niso bili poročeni, je bil v tej regiji najvišji (67,5 %), matere pa so imele ob rojstvu prvega otroka tukaj in v jugovzhodni Sloveniji v povprečju najnižjo starost (28,4 leta). Pričakovano trajanje življenja ob rojstvu je bilo za dečke, rojene leta 2023 v tej regiji, najnižje (76,7 leta). Deklice lahko pričakujejo okoli 7 let več od njih (83,8 leta), kar je bila prav tako ena izmed najnižjih vrednosti med regijami. Kljub 3,3 sklenjene zakonske zveze na 1.000 prebivalcev, kar je bila druga najvišja vrednost, je bil delež poročenih prebivalcev v regiji drugi najmanjši (42 %), delež razvezanih pa najmanjši med regijami (5,5 %).
Razmere na trgu dela
Stopnja delovne aktivnosti je dosegla 66,3 % in je bila v 2023 tretja najnižja med regijami, stopnja anketne brezposelnosti pa je bila z 2,5 % najnižja. Delež delovnih migrantov je bil 21-odstoten, za 2,4 odstotne točke manjši od povprečja v državi. Največ delovnih migrantov je na delo odhajalo v osrednjeslovensko regijo (34 %), sledili sta savinjska (33 %) in podravska (23 %). V regiji prebivališča je delalo 79 % delovno aktivnega prebivalstva, kar je bil četrti najvišji delež.
Povprečna mesečna neto plača na zaposleno osebo v regiji je znašala 1.365 EUR, kar je bilo 80 EUR oz. 6 % manj od državnega povprečja.
Gospodarstvo
Ta regija je v 2023 ustvarila 2,5 % bruto dodane vrednosti Slovenije. BDP na prebivalca te regije je znašal 22.742 EUR in je bil četrti najnižji regionalni BDP. Od povprečja je bil nižji za četrtino. Neto razpoložljivi dohodek gospodinjstev na prebivalca je v koroški statistični regiji znašal 17.104 EUR in je bil tretji najvišji med regijami. Od povprečja na ravni države (16.615 EUR) je bil višji za okoli 3 %. V regiji je delovalo skoraj 6.100 podjetij, skupno so zaposlovala okoli 25.000 oseb, povprečno 4,1 osebe na podjetje.
Kakovost življenja
Prebivalci te regije so splošno zadovoljstvo z življenjem ocenili v povprečju s 7,4 (na lestvici od 0 do 10), z najnižjo oceno med regijami. Z enako oceno so zadovoljstvo ocenili tudi v pomurski regiji.
Stopnja resne materialne prikrajšanosti je bila tukaj najvišja, 4,5-odstotna, stopnja tveganja socialne izključenosti pa druga najvišja; takih oseb je bilo 18,1 % (enako tudi v savinjski). Po drugi strani je bila stopnja zelo nizke delovne intenzivnosti tretja najnižja. 3,2 % oseb, starih 0–64 let, je živelo v gospodinjstvih, katerih odrasli člani (tj. stari 18–64 let) so delali manj kot petino svojega razpoložljivega delovnega časa, izraženega v mesecih. Stopnja prenaseljenosti stanovanja je bila v tej regiji najnižja. Delež oseb, ki so živele v stanovanjih s premajhnim številom sob glede na število članov gospodinjstva, je znašal 6,2 %, kar je bilo 4,1 odstotne točke manj od povprečja v Sloveniji. Po drugi strani so imeli najmanjši delež gospodinjstev, v katerih si lahko vsi njegovi člani privoščijo enotedenske letne počitnice zunaj doma (68 %), in gospodinjstev, ki si lahko privoščijo mesni ali enakovredni vegetarijanski obrok vsaj vsak drugi dan (91 %).
Skupaj z goriško in zasavsko je bilo med prebivalci koroške regije najmanjše število obsojenih oseb (polnoletnih in mladoletnih) na 1.000 prebivalcev (1,5).
Povprečna starost osebnih avtomobilov, ki so jih vozili tukajšnji prebivalci, je bila na ravni regij druga najnižja (10,6 leta), povprečno novejše avtomobile so imeli le v osrednjeslovenski (10,3 leta). Osebnih avtomobilov je bilo 578 na 1.000 prebivalcev, tj. blizu povprečja za Slovenijo (579).
Okolje
V tej regiji je na prebivalca v povprečju nastalo 448 kg komunalnih odpadkov ali 73 kg več kot leto prej. 19-odstotno povečanje je bilo predvsem posledica obsežnih poplav. Kljub temu so imeli v koroški regiji drugo najmanjšo količino komunalnih odpadkov na prebivalca. Ločeno so zbrali 72,5 % nastale količine komunalnih odpadkov, kar je bilo blizu državnega povprečja (73,7 %). Gospodinjstvom je bila iz javnega vodovoda na ravni regij dobavljena najmanjša količina vode, 30,5 m3 na prebivalca.
Sestavlja jo 12 občin
Po površini nobena izmed 12 občin ne spada med manjše v Sloveniji, je pa med najredkeje poseljenimi Ribnica na Pohorju. V njej je na sredini leta 2023 živelo 18 prebivalcev na km2 (povprečje za Slovenijo je 105 prebivalcev na km2). Največ prebivalcev, 17.013 oz. okoli četrtino v regiji, je imela občina Slovenj Gradec, sledila je občina Ravne na Koroškem z 11.142 prebivalci.

## Koroška statistična regija v številkah
| Statistični podatki                                                  |          |  | Statistični kazalniki                                                                         |        |
| -------------------------------------------------------------------- | -------- |  | --------------------------------------------------------------------------------------------- | ------ |
| Površina, km2, 1. 1. 2023                                            | 1.041    |  | Gostota naseljenosti, 1. 7. 2023                                                              | 67,9   |
| Število prebivalcev, 1. 7. 2023                                      | 70.674   |  | Povprečna starost prebivalcev, 1. 7. 2023                                                     | 45,1   |
| Naravni prirast, 2023                                                | –294     |  | Delež prebivalcev, starih 0-14 let (%), 1. 7. 2023                                            | 14,4   |
| Število učencev v osnovnih šolah, 2023/2024                          | 6.268    |  | Delež prebivalcev, starih 65 let ali več (%), 1. 7. 2023                                      | 23,2   |
| Število dijakov (po prebivališču), 2023/2024                         | 2.626    |  | Naravni prirast (na 1.000 prebivalcev), 2023                                                  | –4,2   |
| Število študentov (po prebivališču), 2023/2024                       | 2.431    |  | Skupni selitveni prirast (na 1.000 prebivalcev), 2023                                         | 1,0    |
| Število delovno aktivnih prebivalcev (po prebivališču), 2023         | 29.239   |  | Skupni prirast (na 1.000 prebivalcev), 2023                                                   | –3,1   |
| Število zaposlenih oseb (po delovnem mestu), 2023                    | 22.254   |  | Delež prebivalcev, starih 25 do 64 let, z osnovno šolo ali manj, 1. 1. 2023                   | 11,9   |
| Število samozaposlenih oseb (po delovnem mestu), 2023                | 3.408    |  | Delež prebivalcev, starih 25 do 64 let, z višjo ali visoko izobrazbo, 1. 1. 2023              | 27,8   |
| Povprečna mesečna bruto plača na zaposleno osebo (EUR), 2023         | 2.078,45 |  | Stopnja delovne aktivnosti (%), 2023                                                          | 66,3   |
| Število podjetij, 2023                                               | 6.095    |  | Število izdanih gradbenih dovoljenj (na 1.000 prebivalcev), 2023                              | 2,6    |
| Regionalni bruto domači proizvod (mio. EUR), 2023                    | 1.607    |  | Bruto domači proizvod na prebivalca (EUR, tekoči tečaj), 2023                                 | 22.742 |
| Kmetijska zemljišča v uporabi, ha, 2020                              | 19.918   |  | Obsojeni polnoletni in mladoletni (na 1.000 prebivalcev), 2023                                | 1,5    |
| Število prihodov turistov, 2023                                      | 50.218   |  | Število osebnih avtomobilov (na 1.000 prebivalcev), 31. 12. 2023                              | 578    |
| Število prenočitev turistov, 2023                                    | 141.998  |  | Komunalni odpadki, zbrani z javnim odvozom, kg/prebivalca, 2023                               | 311    |
| Vir: Statistični urad Republike Slovenije, Podatkovni portal SI STAT |          |  | Vir: Statistični urad Republike Slovenije, Slovenske statistične regije in občine v številkah |        |

## Občine v statistični regiji
- Mestna občina Slovenj Gradec
- Občina Črna na Koroškem
- Občina Dravograd
- Občina Mežica
- Občina Mislinja
- Občina Muta
- Občina Podvelka
- Občina Prevalje
- Občina Radlje ob Dravi
- Občina Ravne na Koroškem
- Občina Ribnica na Pohorju
- Občina Vuzenica